# Linah Mohohlo
Linah Kelebogile Mohohlo, née le 13 février 1952 et morte le 1er juin 2021, est une banquière du Botswana. Elle est gouverneur de la Banque du Botswana de 1999 à 2016.

## Biographie
Née en 1952, elle étudie la comptabilité, l'économie, et la gestion financière à l'université du Botswana, à l'université George-Washington et à l'université d'Exeter, et bénéficie d'un programme de formation des cadres de direction à l’université Yale.
Après une carrière de 23 ans au sein de Banque de Botswana, au cours de laquelle elle a travaillé dans différents services supports ou de développements (par exemple le Secrétariat du Conseil,les ressources humaines, le département des marchés financiers, etc), elle devient gouverneur de cette banque centrale. Elle a également travaillé pour le Fonds monétaire international (FMI). En sa qualité de gouverneur du FMI pour le Botswana, elle est membre du Comité monétaire et financier international (CMFI: 2000-02), représentant le Groupe Afrique 1, qui comprend 21 pays d'Afrique sub-saharienne.
Elle intervient au sein de conseil d'administration de grandes entreprises au Botswana et à l'étranger. Parmi ses nombreux engagements internationaux, elle a été nommée Personnalité éminente en 2002 par l'ancien secrétaire général des Nations unies, Kofi Annan, chargé de superviser l'évaluation du nouveau Programme des Nations unies pour le développement de l'Afrique dans les années 1990. Elle a également été membre de la Commission pour l'Afrique qui a été présidé par l'ancien Premier ministre britannique Tony Blair (le rapport de cette commission, Notre intérêt commun, a été publié en 2005). Mme Mohohlo est actuellement membre du Comité de la Fondation Bill-et-Melinda-Gates sur les services financiers pour les pauvres. Elle siège au comité d'investissement de la Caisse des pensions du personnel des Nations unies et a co-présidé la réunion du Forum économique mondial pour l'Afrique, au Cap, en mai 2011.
Elle est également membre de l'Africa Progress Panel (APP), un groupe de dix personnalités, issues des 
secteurs privé et public, plaidant au plus haut niveau pour un développement équitable et durable en Afrique. Chaque année, ce groupe publie un rapport, l'Africa Progress Report, qui s'attache à une question d'importance immédiate pour le continent et suggère un ensemble de politiques associées. En 2012, le rapport s'est intéressé aux questions de l'emploi, de justice et d'équité Le rapport 2013 présente les questions relatives au pétrole, le gaz et l'exploitation minière en Afrique ; le rapport 2014 à l'agriculture, la pêche, et les capitaux ; le rapport 2015 au réchauffement climatique, mais aussi à la sévère crise énergétique.
Mme Mohohlo s'est vu décerner plusieurs prix nationaux et internationaux, parmi lesquels se trouve la plus haute distinction de la fonction publique du Botswana, le Presidential Order of Honour, en 2004 ; le titre de meilleur gouverneur de banque centrale de l’année 2001 pour l’Afrique et le Moyen-Orient par le Banker Magazine, celui de meilleur gouverneur de banque centrale de marchés émergents de l’année pour l’Afrique subsaharienne en 200 par le magazine Euromoney.
Elle est l'auteur de plusieurs articles et chapitres de livres en économie, en finance et investissements, sur la gestion des réserves et sur la gouvernance financière des États.
Elle meurt le 1er juin 2021.